# Manuel Torres (tipógrafo)
Manuel Torres (Buenos Aires, ca. 1803-siglo XIX) fue un tipógrafo de origen porteño que en 1822 se estableció en Montevideo y arrendó la imprenta del Cabildo de Montevideo, siendo el editor de diversos periódicos de índole revolucionaria en el contexto de la ocupación luso-brasileña de la Provincia Oriental, y que moldearon el clima para la Cruzada Libertadora que daría inicio el 19 de abril de 1825 con el Desembarco de los Treinta y Tres Orientales.

## Biografía
Manuel Torres nació en Buenos Aires aproximadamente en 1802 o 1803, pues al momento de ser arrendatario de la Imprenta del Cabildo, tenía 19 años. Se desconoce la mayor parte de su vida por ausencia de documentos, por lo cual solamente se puede presumir que sus años tempranos transcurrieron en Buenos Aires, y que pudo haber obtenido conocimientos básicos de tipografía. De sus años posteriores, se presume que abandonó Montevideo después de 1823 tras dejar la imprenta, y se desconoce si volvió a Buenos Aires o emigró hacia otro lugar, ya que no figura en los documentos de aduana de Montevideo, ni tampoco en la de Colonia de Sacramento.
En 1822 se trasladó a la ciudad de Montevideo, donde residió en el 54 de la calle San Carlos, actualmente Sarandí, allí trabajó con Francisco de Paula Pérez, arrendatario del taller municipal de imprenta, de quien aprendió el oficio de impresor. Luego de que Pérez abandonara Montevideo, Torres firmó el 9 de agosto de 1822 con el Cabildo de Montevideo un contrato de arrendamiento del taller municipal de imprenta, por un período de dos años.
Acerca de su vinculación con la Logia de Caballeros Orientales, no existe ningún dato, listado o registro donde se explicite su participación como miembro de la misma, aunque la mayoría de los periódicos que imprimió nacieron de la iniciativa de esta logia, con el objetivo de incitar la disidencia ante el régimen lusitano.

## Imprenta

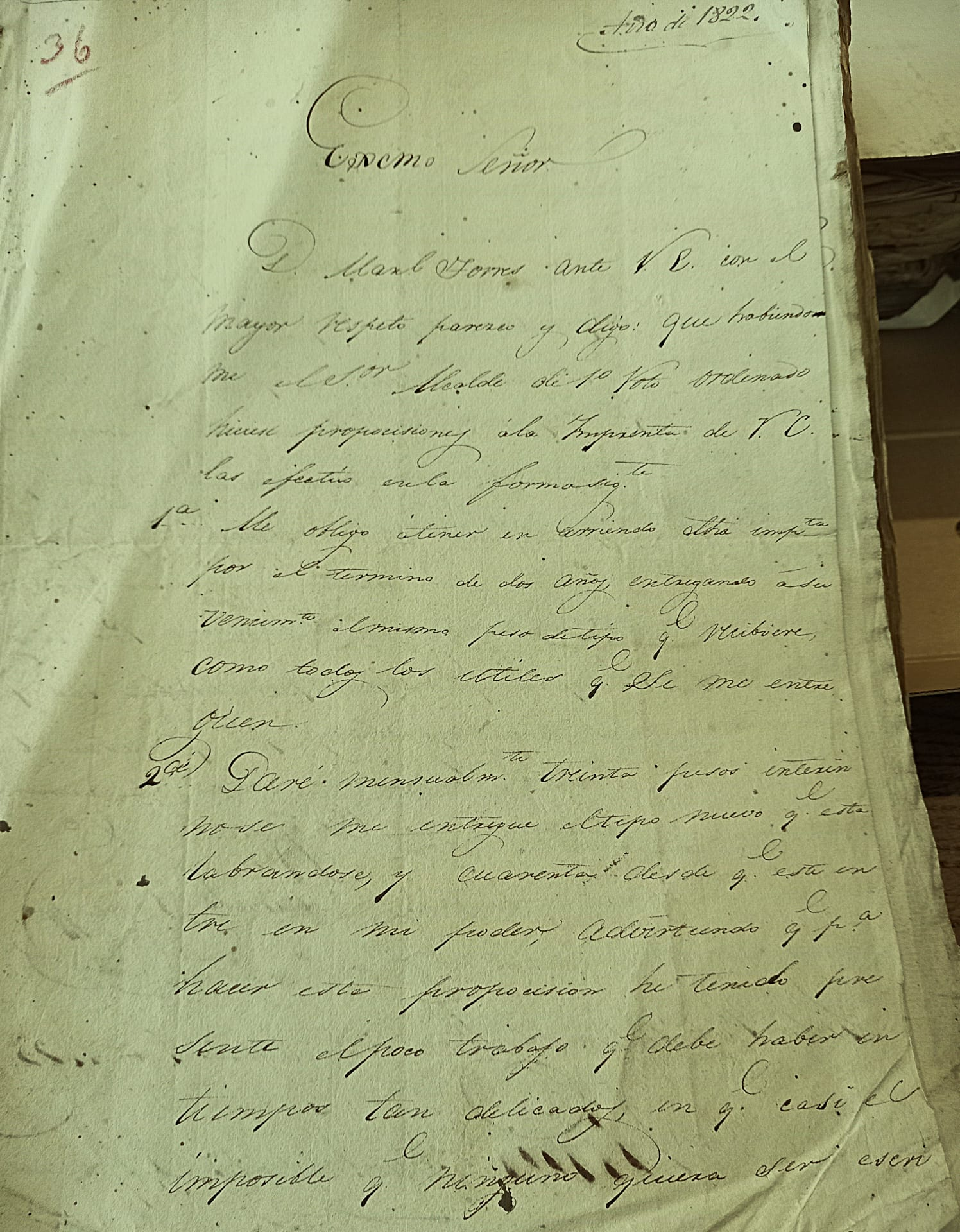
Contrato de arrendamiento de la Imprenta del Cabildo por Manuel Torres.

Manuel Torres obtuvo en arrendamiento el taller tipográfico del Cabildo de Montevideo, por un plazo de dos años, y contrajo la obligación de pagar treinta pesos mensuales una vez cumplidos cuatro meses, tiempo en el que se comprometía a imprimir "todas las lecciones de la escuela pública de ésta ciudad." En un principio, Torres pidió pagar únicamente treinta pesos mensuales por el equipo disponible en el taller, alegando a que la prensa necesitaba tipos móviles nuevos, pero prometió ascender la suma a cuarenta pesos una vez que el Cabildo le facilitara éstos útiles.
En el contrato de arrendamiento, Manuel Torres se comprometió a devolver todo este equipo una vez finalizadas sus funciones. Lo único que solicitó a cambio, fue una retribución económica por cada impresión realizada a nombre del Cabildo. Esta petición le fue negada y, por el contrario, el cabildo resolvió proveer gratuitamente el papel necesario para las impresiones ordinarias. Por otra parte, se le dio a Manuel Torres la posibilidad de utilizar la mitad de su jornada laboral para imprimir las lecciones de la escuela pública durante un interín de cuatro meses, tiempo en que no se hizo efectivo el pago acordado por el arrendamiento del taller.
Acerca del origen de la imprenta, los escritores Benjamín Fernández y Medina o Dardo Estrada afirmaron que el equipo utilizado por Manuel Torres para llevar a cabo las actividades fue traído desde su natal Buenos Aires, por su parte Wilson González Demuro y Alfonso Fernández Cabrelli indican que los materiales y el taller fueron los mismos que Francisco de Paula Pérez utilizó, y que formaban parte de la imprenta entregada al cabildo de Montevideo en 1810 por la princesa Carlota, hermana de Fernando VII, con intención de hacerle frente a las publicaciones patriotas de La Gazeta de Buenos Aires, promoviendo el “orden” y “la lealtad a España".

## Periódicos impresos y su contenido patriótico
Durante los meses que estuvo al frente del taller de imprenta municipal como tipógrafo, editor y redactor, Manuel Torres también imprimió una serie de periódicos que lo llevaron a ser la cara de una activa prensa pro-independentista, una resistencia que implicó por parte de la Logia de los Caballeros Orientales, un intento por concientizar y convencer a una opinión pública por aquel entonces aún indecisa en las disputas en torno al control político.
De hecho, tanto Juan Francisco Giró como Antonio Díaz y Santiago Vázquez, recurrentes en la redacción y edición de algunos de los periódicos, eran partícipes del cabildo e integrantes de los caballeros orientales, lo que explica las variadas críticas hacia la figura de Lecor y de los imperialistas realizadas por la imprenta de Torres.

###### El Patriota
“Il y a plus de glofre, et plus d'honneur a faire des choses communes et ordjnaires, lors que elles sont utiles au public, que de en faire d'eclatantes er d'extraordinaires, lors que elles ne lui servent de rien, du qu'elles lui sont á charge” Anónimo
“Hay más gloria y más honor en hacer cosas comunes y ordinarias, cuando son útiles al público, que hacerlas un clarín, tias y extraordinarias, cuando no le sirven de nada, o cuando él y yo somos dependientes”

- Encabezado del número 1 de El Patriota.
Para incitar la resistencia hacia el régimen portugués luego del cierre del periódico El Pacífico Oriental, los rebeldes aprovecharon la imprenta de Torres. De esta forma, el 18 de agosto de 1822 apareció el primer número de El Patriota. Redactado por el propio Manuel Torres, el semanario fue pensado para publicarse todos los viernes en portugués y castellano. Tuvo una vida breve, pues finalizó el 4 de octubre de ese mismo año, con menos de dos meses de duración.
Sin embargo, más allá del título, no se encontraba en el contenido de sus publicaciones ningún tipo de proclama revolucionaria, ni mucho menos, llamado a la subversión. El propio Torres aclaró en el prospecto de este periódico, que la motivación del mismo no era la prédica insurgente, que sólo iba a escribir sobre asuntos políticos cuando fue necesario y que, por lo general, sólo de “hechos auténticos” sin hacer de ellos una interpretación.

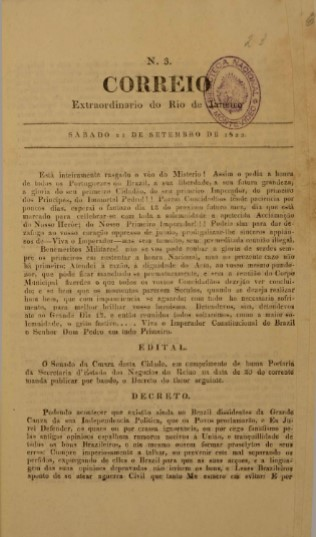

Acerca del título del periódico advirtió que refería al patriotismo en el sentido del amor por el orden y el deseo de prosperidad, pensamiento opuesto a las ideas federales y artiguistas. Esto situó a El Patriota en la corriente centralista bonaerense, opuesta a las ideas de Artigas. Admiraba el orden y la prudencia, así como el Buenos Aires liberal, siendo exponente del movimiento centralista en Montevideo.

###### Correio Extraordinario do Rio de Janeiro
Se comenzó a publicar en 1822 en portugués, solo se conserva el número 3°, del 21 de septiembre de 1822.

###### El Pampero y La Aurora
“Vuestra fama, el honor, tierra y haberes á punto están de ser recuperados que el tiempo que es el padre del consejo en las manos nos pone el aparejo” Araucana, canto III. - Encabezado del número 1 de El Pampero.
“Puchrum est benefacere rei publicae”
”Es hermoso hacer el bien al público”

- Encabezado del número 1 de La Aurora
Estos dos periódicos, a diferencia de El Patriota, no tuvieron una conducta neutral, sino que se apegaron a un género periodístico satírico en el que se expuso un humor agresivo y un violento desmerecimiento. Estos componentes dejan entrever que detrás de los periódicos estaba la intención de cargar el ambiente de ánimos disconformes para el inicio de la acción revolucionaria.
Al igual que El Aguacero y El Ciudadano, ambos surgieron mediante la iniciativa de la Logia de los Caballeros Orientales. La primera edición de El Pampero salió el 19 de diciembre de 1822. El prospecto de La Aurora lo hizo cinco días antes, el 14 de ese mes, sin embargo, su primer número salió el 21 de diciembre. Ambos se ocuparon de mostrar las imperfecciones del régimen y condenar las acciones del Barón de la Laguna.
La Aurora era dirigida y redactada por Antonio Díaz, integrante de la sociedad de los caballeros orientales, quien empeñado en orientar la opinión pública de la Provincia, desarrolló una agresiva crítica contra el gobierno de Lecor y ayudó a aumentar la antipatía del régimen, promoviendo entre los orientales el ánimo de resistencia. La colección estuvo compuesta por 17 números que comprenden 78 páginas, el último de los cuales fue publicado el 29 de abril de 1823. Sus ejemplares fueron escritos con una tonalidad valiente y apasionada, mediante la cual el fervor de la causa fue transmitido a los lectores en reflexiones satíricas y acusadoras de los sucesos políticos.  La Aurora predicó como principal argumento la independencia de la Provincia.  Además de incitar la lucha armada como forma de lograr la libertad de la patria, el redactor reflexionó acerca de la forma de organización del estado una vez se lograse la independencia, no oscilando en sugerir las ventajas de la federación, y preguntándose al mismo tiempo la conveniencia de la independencia de la Provincia, frente a la unión de la misma a las demás provincias del Río de la Plata.
El Pampero tuvo por redactor en primera instancia a Santiago Vázquez, hombre intelectual y político destacado, que en 1828 fue miembro de la Asamblea General Constituyente y Legislativa del Estado. En él también escribieron Antonio Díaz y Juan Francisco Giró. Era un semanario que aparecía los miércoles y que, desde su primer artículo, que justificaba la elección de su título, dejaba en claro la intensidad y el fervor con que pretendía, como el pampero, “reanimar la naturaleza lánguida y marchita”, “disipar los densos nubarrones que cubrían el sol y despejar el horizonte”. En sus páginas estableció una dura crítica al despotismo lusitano y al anarquismo artiguista, ofreciendo proposiciones federalistas. El último número de El Pampero apareció el 2 de mayo de 1823.
Este periódico, junto a otros en cuya impresión también estuvo involucrada la sociedad de los caballeros orientales, e inclusive algunos folletos que circularon por la Provincia y Buenos Aires, contribuyeron a enfervorecer a los habitantes de la campaña y de Montevideo.

###### Serenas Tardes do Molhe, ou Entretenimiento sobre as Indifestoens Cauzadas pela Fruta do Tempo

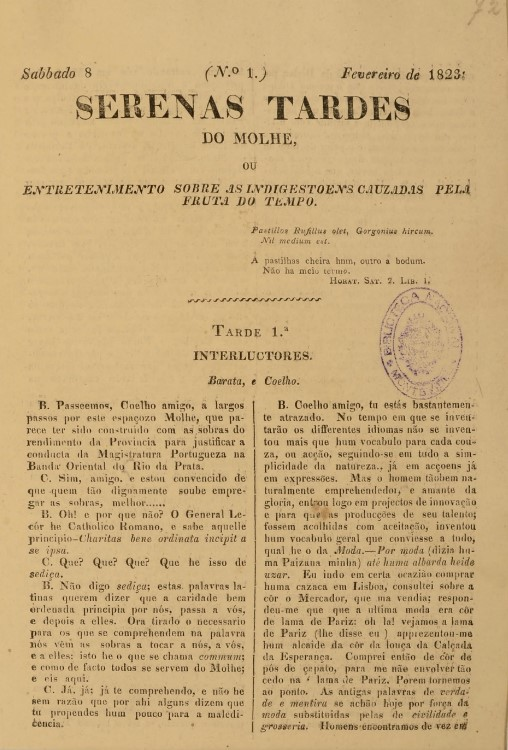

El primer número se publicó el 8 de febrero de 1823. Sus publicaciones se realizaron en portugués.

###### Semanario Político
"Jamais on ne corrompt le peuple; mais souvent on le trompe, et c'est a lors seulement qu'il para it vouloir ce qui est mal” J.J.Rousseau es Cap III P 49
“Nosotros nunca corrompemos al pueblo; pero a menjudo se oye la trompeta , y es sólo entonces que quiere lo que es mío”

- Encabezado del número 1 de Semanario Político.

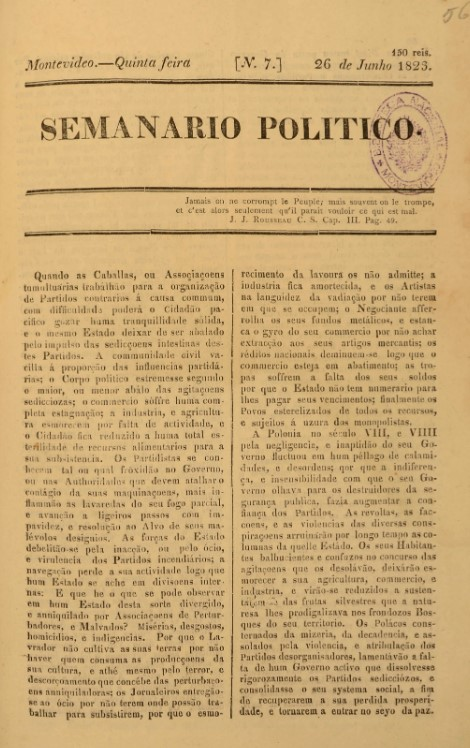

Se emitía los días jueves. El primer número se publicó el 11 de abril de 1823. Su redactor y editor fue el portugués encargado en la Tesorería de Montevideo, bajo el gobierno de Lecor, Manuel Arana.

###### El Aguacero
El Aguacero a imprimirse en la imprenta de Torres, y cuando ésta fue adquirida por los hermanos Valentín y Rosendo Ayllón, continuó con ellos. "Hermano" de los anteriores periódicos publicados por la sociedad de los caballeros orientales, su primer ejemplar fue publicado el 19 de abril de 1823 y el último el 4 de octubre de ese año, teniendo un total de ocho números.
Tenía la intención de fortalecer la opinión pública a favor de la autonomía del pueblo oriental, buscando generar entre los habitantes un sentimiento de fervor independentista y repudio no solo a los portugueses, sino también a los ingleses que eran consecuentes con el régimen. Estuvo guiado por Juan Francisco Giró, pero en él también participaron Santiago Vázquez, Francisco Solano Antuña y Antonio Díaz. Desde el primer número se caracterizó por un estilo agresivo y profundamente crítico contra los demás periódicos del momento, a los cuales consideraba insuficientes o “blandos”, y a quienes dedicaba severas críticas. Sus enfrentamientos con El Pampero eran frecuentes, evidenciando las diferencias existentes dentro de la logia masónica, que divergió en las formas que consideraba aptas para la dirección del estado.

###### El Ciudadano
“Pro Patria” - Encabezado del número 1 de El Ciudadano.
El Ciudadano fue un semanario de breve duración. Publicado usualmente los domingos, apareció el 1° de junio de 1823, y tras nueve números y tres suplementos, cesó sus publicaciones el 27 de julio de ese año.
Mantuvo a pesar de su carácter patriótico, una postura moderada, a diferencia de anteriores periódicos. Fue entonces mensajero de la tolerancia y la búsqueda de la libertad y el orden. No escatimó en repudiar la conducta satírica de El Aguacero y las ideas “anárquicas” artiguistas, ni tampoco la del gobierno de Buenos Aires, al que tildó de “corrupto y malintencionado”.
Manifestó sus ideas acerca de cómo tenía que ser dirigida la conducción de un pueblo autónomo, intentando mediante la difusión de las mismas, guiar la opinión pública hacia el fervor independentista.

###### El Febo Argentino

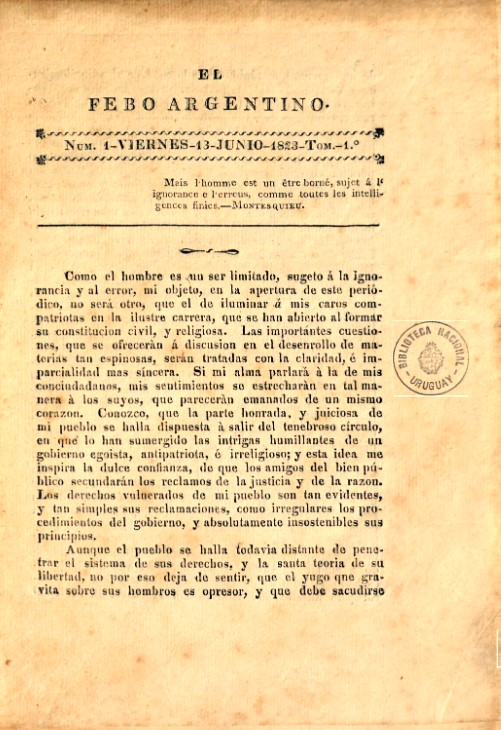

“Mais l' homme est un étre borné, sujet a' l'ingnorance et l'erreur, comme toutes les intillegences finies” Montesquieu
“Pero el hombre es un ser limitado, sujeto a la ignorancia y al error, como todas las inteligencias terminadas”

- Encabezado del número 1 de El Febo Argentino.
No tenía día fijo de publicación. El primer número se publicó el 13 de junio de 1823. Su redactor y editor era el bonaerense Bernardino Bustamante.

###### Lo que alguno no quisiera o el Trueno
"Dedicada al recopilador de las macsimas añejas para ilustración del bello secso”

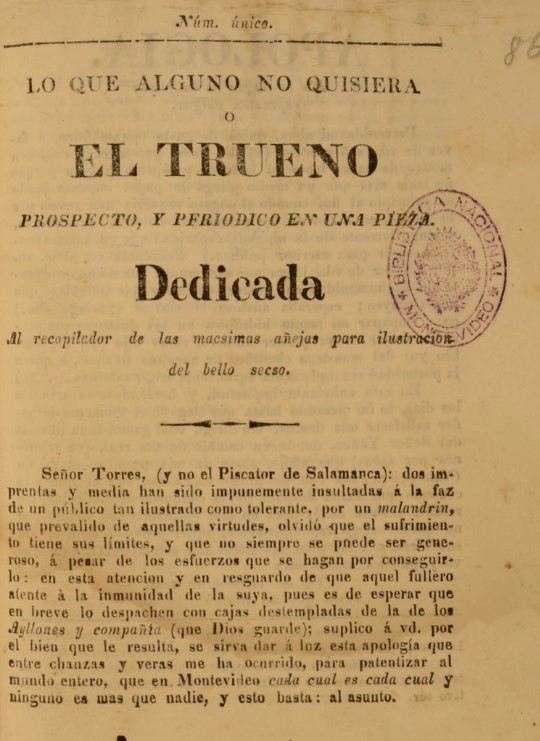

Tuvo una única publicación. Sirvió a modo de despedida satírica de Manuel Torres.

## Renuncia de Torres

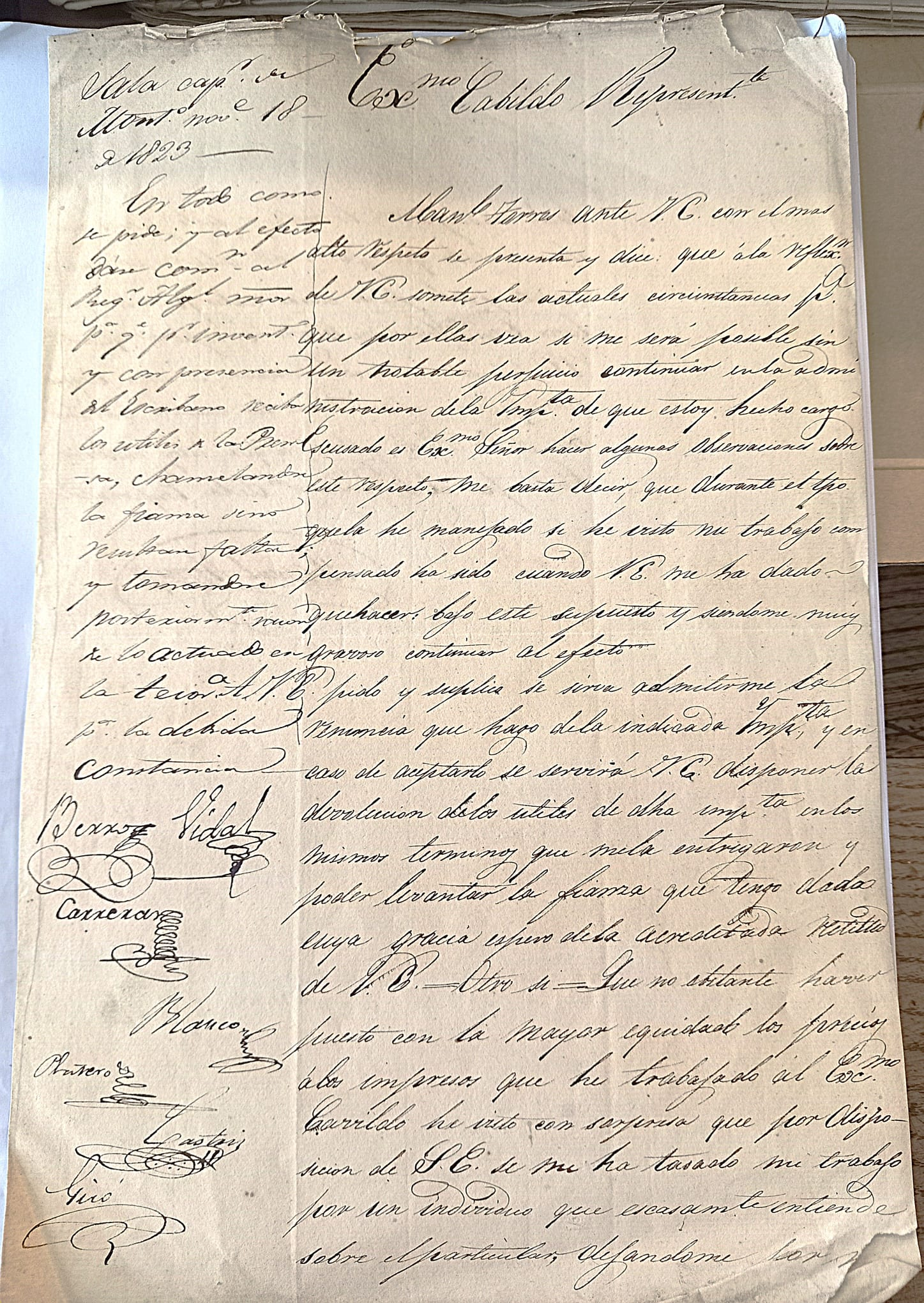
Solicitud de Cierre de Concesión.

El 9 de noviembre de 1823 Torres envió una solicitud al Cabildo de Montevideo para rescindir de sus funciones como director de la imprenta del mismo. Esto tuvo sus razones en los controles instituidos entre agosto y setiembre de ese mismo año por el Brigadier Álvaro Da Costa de Souza Macedo sobre la actividad de imprenta y la publicación de rumores y anónimos. Este funcionario político planteó la creación de un tribunal para juzgar los delitos que violentaran la libertad de prensa.
Una vez que se llevó a cabo el proyecto, y en un contexto de fuerte censura, disminuyó la actividad de la imprenta de Torres, y el taller del Cabildo quedó consecuentemente paralizado. En ese momento, Manuel Torres envió una renuncia a la administración de la imprenta del Cabildo, en la que pidió levantar la fianza depositada para su arrendamiento. A su vez, aprovechó para quejarse de quien tasó sus trabajos durante su tiempo como impresor, considerando "que escasamente entiende sobre el particular". Finalmente, contrastó la tasa del cabildo frente a la tasa que él había estimado, exigiendo que, como compensación de la falta económica en que se encontraba el Cabildo con su persona, se le exonerase de pagar arrendamiento por los meses faltantes para culminar el contrato.